# Cheiridium insperatum
Cheiridium insperatum är en spindeldjursart som beskrevs av Clarence Clayton Hoff och Clawson 1952. Cheiridium insperatum ingår i släktet Cheiridium och familjen dvärgklokrypare. Inga underarter finns listade i Catalogue of Life.